# Anadyrský záliv
Anadyrský záliv (rusky Анадырский залив) je součástí Beringova moře. Ze severu ho ohraničuje poloostrov Čukotka. Je 250 km dlouhý, šířka u vchodu je asi 380 km, největší hloubka je 85 m. Vlévá se do něj řeka Anadyr, v jejímž ústí leží přístav Anadyr. Záliv je velkou část roku zamrzlý.
Anadyrský záliv rozčleňují menší zálivy jako například Rudderův záliv, Křížový záliv a Anadyrský liman.